# Deflusso veicolare

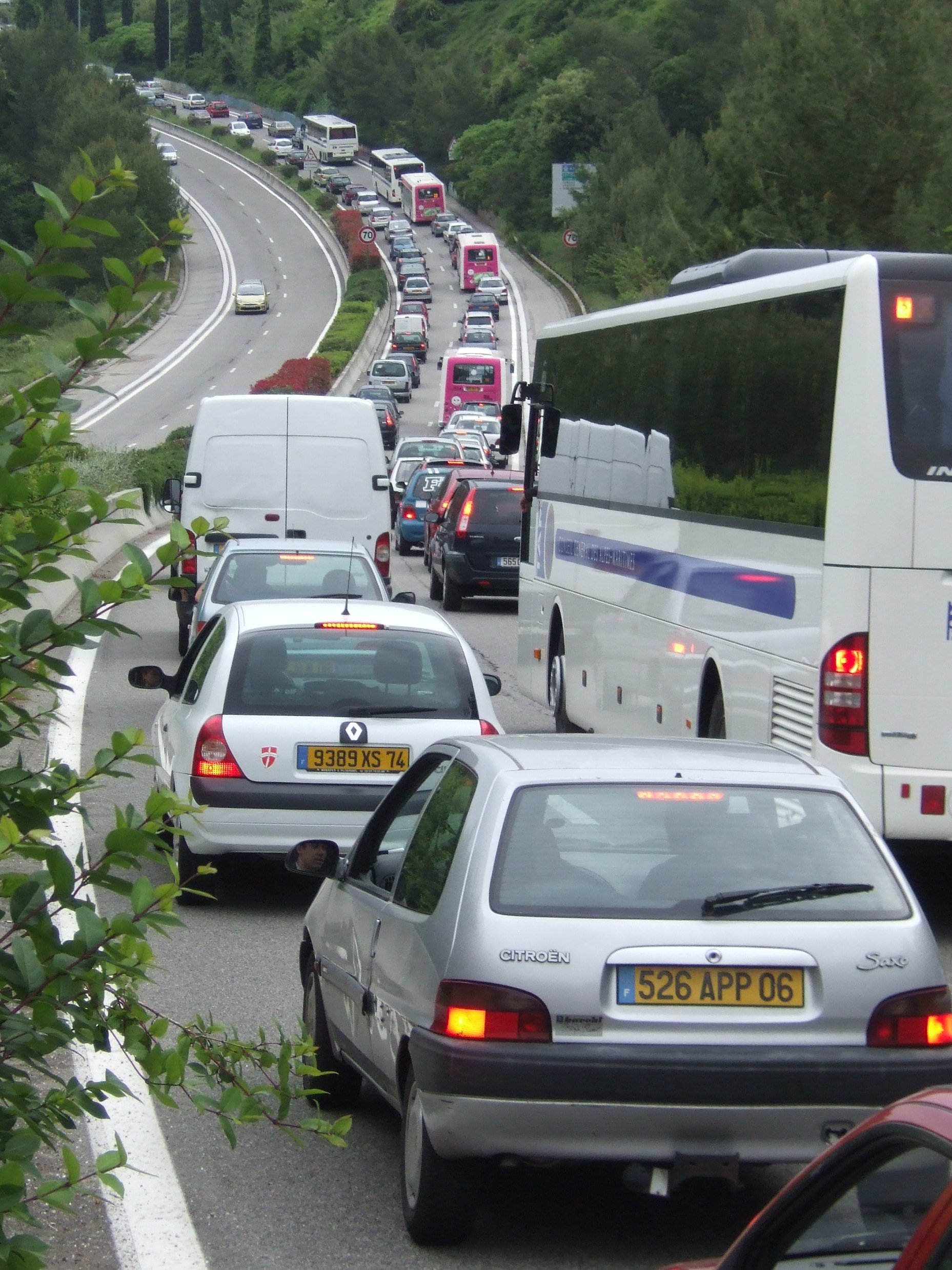
Ingorgo stradale in Francia

L'analisi del deflusso veicolare dei mezzi in situazioni reali di traffico è oggetto di studio dell'Ingegneria dei trasporti. Tramite modelli matematici basati prevalentemente su rilevazioni empiriche si tenta di fornire una modellizzazione matematica del problema per comprendere l'evoluzione dinamica del moto dei veicoli in una data infrastruttura.

## Equazione di stato del deflusso veicolare
Per effettuare la simulazione del comportamento dei veicoli vengono introdotte delle grandezze che descrivono lo stato del sistema.
Si consideri quindi un insieme di veicoli che attraversano una sezione L (ad ex. di 1 km) in un periodo T (ad ex. di 1 ora). Si definisce il flusso come il numero di veicoli che attraversano la sezione "L" nell'unità di tempo; esso si calcola come rapporto tra il numero "n" di veicoli, che attraversano la sezione "L" nel periodo "T", e "T":
Se si considerano confrontabili i distanziamenti temporali tra i singoli veicoli (hi) e sia n molto elevato si può affermare che la somma dei singoli distanziamenti coincide con il periodo T : {\displaystyle \sum _{i=1}^{n}h_{i}\approx T}. Dividendo quindi ambo i membri per n si ottiene un'importante relazione:
ovvero che l'inverso del flusso è all'incirca uguale al distanziamento medio in tempo tra i veicoli nell'infrastruttura.
In maniera analoga si introduce la densità, ovvero il numero di veicoli che, nel generico istante, insistono nell'unità di lunghezza dell'infrastruttura; essa si calcola come rapporto fra il numero "n" di veicoli, che insistono (nel generico istante) in un tronco di lunghezza "L", ed "L":
e - analogamente - per numerose misurazioni e per distanze omogenee (di) si può approssimare {\displaystyle \sum _{i=1}^{n}d_{i}\approx L} e di conseguenza, dividendo ambo i membri sempre per n, si ottiene un'altra importante relazione:
ovvero che l'inverso della densità è all'incirca uguale al distanziamento spaziale medio tra i veicoli nell'infrastruttura.
Ogni singola famiglia di veicoli è caratterizzata dal proprio flusso e dalla propria densità. Essendo quindi la velocità il rapporto tra il distanziamento spaziale e quello temporale, si ha che {\displaystyle v_{i}={\frac {D_{i}}{H_{i}}}={\frac {\frac {1}{k_{i}}}{\frac {1}{q_{i}}}}={\frac {q_{i}}{k_{i}}}}. Quindi, sommando tutti i flussi e tutte le densità ( {\displaystyle q_{t}=\sum _{i=1}^{n}q_{i}} e {\displaystyle k_{t}=\sum _{i=1}^{n}k_{i}} ) si ha {\displaystyle \sum _{i=1}^{n}q_{i}=\sum _{i=1}^{n}k_{i}v_{i}} ovvero che {\displaystyle q_{t}=k_{t}\sum _{i=1}^{n}{\frac {k_{i}}{k_{t}}}v_{i}}.
Il flusso, quindi, è uguale al prodotto tra la densità e la velocità media rispetto allo spazio:
.

## Modelli di deflusso

### Analisi macroscopica dell'infrastruttura
L'analisi macroscopica dell'evoluzione dinamica di un'infrastruttura avviene studiando il variare delle grandezze medie fondamentali, ovvero il flusso, la densità e la velocità. Vengono pertanto utilizzati dei modelli matematici, basati su rilevazioni empiriche, che legano tra loro queste grandezze.

#### Velocità / Densità
- Modello lineare o di Greenshield :

{\displaystyle v=v_{f}\left(1-{\frac {k}{k_{j}}}\right)} dove vf è la velocità a flusso libero (velocità mediamente attuata da veicoli che percorrono in maniera isolata, ovvero in assenza totale di condizionamenti reciproci, il tratto di strada considerato) e kj è il valore massimo della densità.
Il modello lineare è matematicamente più semplice da gestire ma fornisce dei valori non corrispondenti al vero nelle situazioni non "lineari", ovvero per valori elevati o minimi della densità.
- Modello logaritmico o di Greenberg

{\displaystyle v=v_{m}*\ln \left({\frac {k_{j}}{k}}\right)} dove vm è la velocità per la quale il flusso è massimo.
Il modello logaritmico è più accurato ed efficace, soprattutto per valori della densità prossimi alla congestione, mentre non lo è per valori bassi (dove tuttavia non esistono problemi). Per evitare di avere velocità infinite per k che tende a 0 Underwood ha rielaborato la formula nel seguente modo:
{\displaystyle v=v_{f}\ e^{({\frac {k}{k_{m}}})}}

#### Flusso / Densità: Diagramma fondamentale del traffico
La relazione che lega il flusso con la densità è il diagramma fondamentale del traffico, molto utile per comprendere e prevedere l'evoluzione del traffico in base a particolari fenomeni (vedi in seguito l'onda d'urto).
- Modello parabolico Dal modello lineare e dall'equazione di stato si ricava la seguente formula:

{\displaystyle q=k\ v=v_{f}\left(k-{\frac {k^{2}}{k_{j}}}\right)}
ovvero una parabola che passa per l'origine, con un massimo in {\displaystyle {\frac {k_{j}}{2}}} corrispondente al flusso alla capacità massima, e con seconda intersezione con l'asse k in kj. L'inclinazione dei vettori che congiungono l'origine con un punto qualsiasi sulla parabola corrisponde alla velocità media nel punto che, nel caso particolare di k=0, corrisponde alla velocità libera vf.
- Modello logaritmico Dal modello di Greenberg e dall'equazione di stato si ricava:

{\displaystyle q=k\ v=kv_{m}\ln \left({\frac {k_{j}}{k}}\right)}
Annullando la derivata si ha che il flusso massimo si ha quando {\displaystyle k={\frac {k_{j}}{e}}} e corrisponde a {\displaystyle q=v_{m}\ {\frac {k_{j}}{e}}}

#### Velocità / Flusso
Questo modello è molto utile per la trattazione di flussi ininterrotti.
Poiché {\displaystyle v-vf=-v_{f}\ {\frac {k}{k_{j}}}} si ha che {\displaystyle k=k_{j}\left(1-{\frac {v}{v_{f}}}\right)}. Sostituendo si ottiene quindi {\displaystyle q=k\ v=k_{j}\left(v-{\frac {v^{2}}{v_{f}}}\right)}.

### Analisi dettagliata: modello del veicolo accodato
La precedente analisi considerava le grandezze macroscopiche. Il modello del veicolo accodato studia invece il tipo di risposta di un individuo soggetto a variazioni dell'ambiente esterno sulla base del principio di stimolo-reazione.
Si avrà quindi che un veicolo n+1 accodato ad un altro n accelererà o frenerà dopo un certo tempo psicotecnico T se il veicolo n seguente ha variato il suo stato di moto. Il principio è quindi quello della
Quindi la variazione della velocità locale del veicolo è direttamente proporzionale alla differenza della velocità con quello che segue e ad un coefficiente di sensibilità α:
.
Poiché il tipo di risposta varia in base alla distanza spaziale con il veicolo che segue questa relazione è stata generalizzata nella forma seguente:
dove {\displaystyle \alpha =\alpha _{0}\ V_{n}(t)}.

#### Ritorno al modello macroscopico
Integrando quest'equazione differenziale (risolvibile solo se α è costante) si torna alla condizione stazionaria del modello macroscopico, descritta dal modello logaritmico (si ricordi che il distanziamento medio x è uguale al reciproco della densità k): 

## Stabilità del traffico
Grazie al modello del veicolo accodato è possibile definire matematicamente le condizioni di stabilità del traffico in seguito a stimoli esterni. Si terrà in considerazione il prodotto {\displaystyle C=\alpha \ T}.

### Stabilità locale
La stabilità locale studia l'evoluzione di due veicoli accodati che interagiscono.
Per valori di C compresi tra determinati estremi si ha una determinata variazione del reciproco distanziamento in un certo periodo di tempo.
- Se {\displaystyle 0\ <\ C\ <\ {\frac {1}{e}}} si ha un distanziamento non sinusoidale, nel quale la variazione di moto viene subito smaltita
- Se {\displaystyle {\frac {1}{e}}\ \leq \ C\ <\ {\frac {\pi }{2}}} si ha un distanziamento sinusoidale smorzato
- Se {\displaystyle C={\frac {\pi }{2}}} si ha un distanziamento sinusoidale che non viene smaltito
- Se {\displaystyle C>\ {\frac {\pi }{2}}} si ha un distanziamento sinusoidale amplificato

### Stabilità asintotica
La stabilità asintotica considera invece la risposta di tutta l'infrastruttura alle variazioni provocate dal comportamento di un certo veicolo, e si ha che la corrente veicolare si stabilizza se {\displaystyle C<0.5}.

## Abbandono stazionarietà: onda d'urto
L'abbandono delle condizioni di stazionarietà è dovuto ad eventi discontinui nel tempo come l'alt del semaforo, i lavori in corso sull'infrastruttura, oppure gli incidenti.
In questi casi la capacità della strada si riduce e si determina pertanto si verifica un fenomeno di "collo di bottiglia" variabile. La velocità dei veicoli si riduce così come il flusso. In prossimità della restrizione la densità sale ad un valore Kb dovuto alla ridotta velocità che consente distanziamenti inferiori (condizione di "coda" in movimento, o deflusso ipercritico) mentre appena dopo l'ostruzione si ha una densità Km normalizzata inferiore a quella in condizioni stazionarie.
La propagazione dei diversi stati di deflusso (definiti da una terna di velocità, densità e flusso) avviene secondo onde che generalmente si considerano (per approssimazione) puntuali, e che vengono definite onde cinematiche. Dal luogo dell'incidente partirà verso monte una cosiddetta "onda d'urto" W (con velocità dell'ordine di 15–30 km/h) che investe la corrente veicolare a densità normale K e in ogni istante separa questa dalla corrente in stato di coda.
Poiché il numero di veicoli che in un intervallo di tempo t si trovano investiti dall'onda è costante, si ha che {\displaystyle k_{a}(V_{a}-W)t=k_{b}(V_{b}-W)t} quindi la velocità dell'onda d'urto è data da {\displaystyle W={\frac {Q_{a}-Q_{c}}{K_{a}-K_{b}}}}, ovvero la pendenza della corda che congiunge il punto sulla parabola flusso/densità appena prima dell'incidente (A) con quello sul ramo "congestionato" corrispondente alla restrizione (B).
Una volta rimosso l'incidente partirà un'altra onda con velocità maggiore della precedente che raggiungerà il punto di capacità massima (C). Quando questa onda raggiungerà l'onda d'urto la coda sarà dissipata e l'ultima onda da C ad A riporterà il sistema alle condizioni iniziali di deflusso.